# Nicolai Mohr
Nicolai Mohr (22. november 1742 i Thorshavn på Færøerne – 4. februar 1790) var en færøsk natur- og sprogkyndig.
Mohr deponerede fra skolen i sin fødeby 1765 og blev 1780 sendt til Island på kongelig bekostning, nærmest for at søge efter kaolin til porcellænsfabrikken; han vendte tilbage det følgende år, men blev 1786 beordret til at deltage som naturkyndig i Løvenørns expedition til Grønlands Østerbygd. 1786 blev han kontrollør ved porcellænsfabrikken og døde i denne stilling, efterladende enken Anna Cathrine f. Pedersen.
Han udgav Forsøg til en islandsk Naturhistorie med 7 tavler (1786), hvori der navnlig gives gode bidrag til de nordiske fugles biologi, og Om Maaden, hvorpaa Færøenserne, Skotterne og Indbyggerne paa Hetland fange Yngelen af Sejen ("Islandske Litteraturselskabets skrifter" III).
Forinden rejsen til Island havde Mohr med kongelig understøttelse gjort en 3-årig undersøgelsesrejse til Færøerne (1776-78) og indsamlet et betydeligt materiale til en fysisk beskrivelse af øerne, hvilket siden kom hans ven og studiefælle J.C. Svabo til gode ved dennes udarbejdelse af sin store rejseberetning til Rentekammeret.
Samarbejdet mellem disse to flittige og kundskabsrige færinger var alt begyndt på Regensen, hvor kontubernalerne i forening lagde grunden til det fortjenstlige store færøske ordbogsarbejde, som de senere fortsatte og udvidede hver for sig.